# Angelo d'Orsi
Angelo d'Orsi (Pontecagnano Faiano, 1º gennaio 1947) è uno storico della filosofia e giornalista italiano.

## Biografia
Nato in provincia di Salerno, sul finire degli anni cinquanta emigra con la famiglia a Torino dove compie tutti gli studi fino alla laurea in filosofia nel 1972, con relatore Norberto Bobbio. Nel 1980 è borsista della Fondazione Luigi Einaudi di Torino. All'epoca aveva già pubblicato i suoi primi libri, e svolgeva una intensa attività di giornalismo militante su posizioni di sinistra radicale, ma fuori da ogni appartenenza partitica o di gruppi allora chiamati "extraparlamentari". Fu assistente, poi ricercatore, quindi associato, infine professore ordinario di storia delle dottrine politiche dell'Università di Torino, sino al 2017, occupandosi di militarismo e pacifismo, di nazionalismo, di futurismo e di fascismo, di nuove guerre, di intellettuali italiani ed europei in età contemporanea, e soprattutto di Antonio Gramsci. Ha lavorato molto anche nei settori della metodologia storica e della storia della storiografia.
Fa parte di diversi comitati scientifici di riviste e ha fondato alcune collane editoriali e diverse riviste: Nuova Sinistra. Appunti torinesi (1971-1974), Nuvole (1991, da cui poi si è allontanato), Quaderni di Storia dell'Università di Torino (1996-2001), Historia Magistra. Rivista di storia critica (2009 - in corso), Gramsciana. Rivista internazionale di studi su Antonio Gramsci (2015-in corso). Ha inoltre fondato FestivalStoria (2003, 1ª edizione 2005). Ha collaborato con diverse testate giornalistiche (Il Sole 24 Ore, Corriere della Sera, La Stampa, Quotidiano dei lavoratori, il Fatto Quotidiano). Nel marzo 2022, in polemica con la linea editoriale de La Stampa sull'invasione russa dell'Ucraina, decide di lasciare il quotidiano. Similmente rompe con MicroMega, edizione cartacea e on line, dopo una collaborazione quasi ventennale, e smette di scrivere anche per il manifesto, limitandosi a pubblicare qualche articolo su Il Fatto Quotidiano, ma intensifica la sua partecipazione a programmi radiofonici e televisivi, e sulla Rete. Scrive e rilascia interviste occasionalmente per alcune testate giornalistiche, su carta o elettroniche. Ha un blog personale intitolato "Istruitevi, Agitatevi, Organizzatevi", tre parole d'ordine gramsciane. A Gramsci ha dedicato nel 2018 anche uno spettacolo teatrale, tuttora rappresentato: "Un Gramsci mai visto".
Nel 2021 ha preso parte alle elezioni comunali di Torino come candidato sindaco di una coalizione di liste di sinistra radicale che ha raccolto il 2,5% dei voti.
Alle elezioni politiche anticipate del 25 settembre 2022 si candida, senza essere eletto, per la Camera nel collegio plurinominale di Torino come capolista di Unione Popolare, lista composta da DemA, Potere al Popolo!, Rifondazione Comunista, che lo avevano sostenuto alle comunali, e altre formazioni di sinistra.
Alle elezioni europee del 2024 si candida con la lista di Michele Santoro Pace Terra Dignità nella circoscrizione nord-occidentale e nella circoscrizione meridionale raccogliendo circa 3.700 preferenze, ma la lista con il 2,2% non supera la soglia di sbarramento del 4%.

## Opere
- La macchina militare. Le forze armate in Italia, Milano, Feltrinelli, 1971.
- La polizia. Le forze dell'ordine italiano, Milano, Feltrinelli, 1972.
- I nazionalisti, introduzione e cura di, Milano, Feltrinelli, 1981, 346 pp. (SC/10 - Scrittori politici italiani, 6).
- La rivoluzione antibolscevica. Fascismo, classi, ideologie (1917-1922), Milano, FrancoAngeli, 1985.
- Le dottrine politiche del nazionalfascismo, (1896-1922), Alessandria, WR-Amnesia, 1988, 173 pp.
- Pensatori politici italiani. Antonio Labriola, Gaetano Mosca, Vilfredo Pareto, Filippo Turati, Luigi Sturzo, Alfredo Rocco, Giovani Gentile, Benito Mussolini, Antonio Gramsci, Benedetto Croce, introduzioni a cura di e con Franco Livorsi, Alessandria, WR, 1989.
- Il Caffè, ossia Brevi e vari discorsi in area padana, a cura di, Padova, Banca Antoniana, 1990; Cinisello Balsamo, Silvana, 1990. ISBN 88-366-0315-7.
- Guida alla storia del pensiero politico, Torino, Il Segnalibro, 1990, 221 pp. (Politica e Storia. Collana diretta da M. Guasco e F. Traniello).
- L'ideologia politica del futurismo, Torino, Il Segnalibro, 1992 (Politica e Storia. Collana diretta da M. Guasco e F. Traniello).
- Guida alla storia del pensiero politico, Scandicci, La Nuova Italia, 1995. ISBN 88-221-1688-7
- Alla ricerca della politica. Voci per un dizionario, a cura di, Torino, Bollati Boringhieri, 1995, LIV-286 pp. (Temi, 50) ISBN 88-339-0921-2.
- Alla ricerca della storia. Teoria, metodo e storiografia, Torino, Scriptorium, 1996, 350 pp. (Gli Alambicchi, VII) ISBN 88-86231-30-X.
- Alla ricerca della storia. Teoria, metodo e storiografia, Torino, Paravia, 1999, 347 pp. (Saggi)  ISBN  88-395-61617
- Achille Loria, a cura di, Torino, Il Segnalibro, 2000.
- La cultura a Torino tra le due guerre, Torino, Einaudi, 2000, XV-377 pp. (Biblioteca Einaudi, 87). ISBN 88-06-13867-7.
- Profilo di Massimo Mila. Giornata di studio, Torino, 4 dicembre 1998, a cura di e con Pier Giorgio Zunino, Firenze, Olschki, 2000. ISBN 88-222-4916-X.
- La vita degli studi. Carteggio Gioele Solari-Norberto Bobbio 1931-1952, a cura e con un saggio introduttivo di, Milano, FrancoAngeli, 2000, 233 pp.(Collana "Gioele Solari") ISBN 88-464-1757-7.
- La città, la storia, il secolo. Cento anni di storiografia a Torino, a cura di, Bologna, Il mulino, 2001, 335 pp. (Percorsi). ISBN 88-15-07802-9.
- Intellettuali nel Novecento italiano, Torino, Einaudi, 2001, X-373 pp.(Gli struzzi, 538) ISBN 88-06-15888-0.
- Un uomo di lettere. Marino Parenti e il suo epistolario, a cura di, Torino, Provincia di Torino, 2001. ISBN 88-87141-03-7.
- Allievi e maestri. L'Università di Torino nell'Otto-Novecento, Torino, CELID, 2002. ISBN 88-7661-502-4.
- Piccolo manuale di storiografia, Milano, Bruno Mondadori, 2002. ISBN 88-424-9574-3.
- Guerre globali. Capire i conflitti del XXI secolo, a cura di, Roma, Carocci, 2003. ISBN 88-430-2555-4.
- Una scuola, una città. 1852-2002, i 150 anni di vita dell'Istituto "Germano Sommeiller" di Torino, a cura di, Torino, ITCS Germano Sommeiller, 2003.
- Pavese e la guerra, a cura di e con Mariarosa Masoero, Alessandria, Edizioni dell'Orso, 2004. ISBN 88-7694-797-3.
- Gli storici si raccontano. Tre generazioni tra revisioni e revisionismi, a cura di, con la collaborazione di Filomena Pompa, Roma, manifestolibri, 2005, 390 pp. (la nuova talpa) ISBN 9788872853979
- I chierici alla guerra. La seduzione bellica sugli intellettuali da Adua a Baghdad, Torino, Bollati Boringhieri, 2005, 331 pp. (Temi, 153) ISBN 88-339-1624-3.
- Il diritto e il rovescio. Un'apologia della storia, Torino, Aragno, 2006. ISBN 88-8419-269-2.
- Kafka. L'infinita metamorfosi del processo, a cura di, Torino, Aragno, 2006. ISBN 88-8419-286-2.
- Da Adua a Roma. La marcia del nazionalfascismo (1896-1922). Storia e testi, Torino, Aragno, 2007. ISBN 978-88-8419-311-7.
- Guernica, 1937. Le bombe, la barbarie, la menzogna, Roma, Donzelli, 2007, 257 pp. (Saggi. Storia e scienze sociali) ISBN 978-88-6036-192-9.
- BGR. Bibliografia Gramsciana Ragionata, I, 1922-1965, a cura di, Roma, Viella, 2008. ISBN 978-88-8334-303-2.
- Luigi Salvatorelli (1886-1974).Storico, giornalista, testimone, a cura, con la collaborazione di Francesca Chiarotto, Torino, Aragno, 2008. ISBN 978-88-8419-381-0
- Il Futurismo tra cultura e politica. Reazione o rivoluzione?, Roma, Salerno Editrice, 2009. ISBN 978-88-8402-652-1.
- 1989. Del come la storia è cambiata, ma in peggio, MIlano, Ponte alle Grazie, 2009.
- Il Processo di Gesù, a cura di, Torino, Aragno, 2010. ISBN 978-88-8419-471-8.
- Intellettuali. Preistoria, storia e destino di una categoria, a cura di, con Francesca Chiarotto, Torino, Aragno, 2010. ISBN 978-88-8419-488-6
- Gli ismi della politica. 52 voci per ascoltare il presente, a cura di, Roma, Viella, 2010. ISBN 978-88-8334-323-0
- L'Italia delle idee. Il pensiero politico in un secolo e mezzo di storia, Milano, Bruno Mondadori, 2011, X-419 pp. (Saggi Bruno Mondadori). ISBN 978-88-6159-497-5.
- Guernica, 1937. Las bombas, la barbarie, la mentira, Traducción de Juan Carlos Gentile Vitale, Barcelona, RBA, 2011, 395 pp. ISBN 9788498-679878
- Il nostro Gramsci. Antonio Gramsci a colloquio con i protagonisti della storia d'Italia, a cura di, Roma, Viella, 2011, XXXVI-424 pp. (La storia. Temi, 23) ISBN 978-88-8334-690-3
- Prontuario di Storia del pensiero politico, con la collaborazione di Francesca Chiarotto e Giacomo Tarascio, Sant'Arcangelo di Romagna, Maggioli, 2013, 196 pp. (Università) ISBN 9788838-783050
- Alfabeto Brasileiro. 26 parole per riflettere sulla nostra e l'altrui civiltà. Con un fotoreportage di Eloisa d'Orsi, Roma, Ediesse, 2013, 239 pp. (Carta Bianca) ISBN 978-88-23018099
- Gramsciana. Saggi su Antonio Gramsci, Modena, Mucchi, 2014, 219 pp.
- Inchiesta su Gramsci. Quaderni scomparsi, abiure, conversioni, tradimenti: leggende o verità, a cura di, Torino, Accademia University Press, 2014, XXXV-219 pp. (BHM. La Biblioteca di "Historia Magistra", 1) ISBN 978-88-97523-79-6
- Intellettuali e fascismo, fra storia e memoria, Jesi-Ancona, Centro Studi Piero Calamandrei - Affinità Elettive, 2014, 71 pp. ("Quaderni del Calamandrei" - Altra Società, 37) ISBN 978-88-7326-254-1
- Gramsciana. Saggi su Antonio Gramsci. Nuova edizione aggiornata e ampliata, Modena, Mucchi, 2015, 211 pp. (Prismi, 3)  ISBN 978-88-7000-666-7
- 1917. L'anno della rivoluzione, Roma-Bari, Laterza, 2016, VIII-269 (i Robinson / Letture). ISBN 978-88-581-2612-7.
- 1917: o ano que mudou o mundo. Prefácio de Miguel Real, Tradução de José J. C. Serra, Lisboa, Bertrand Editora, 2017, 310 pp. ISBN 978-972-25-3343-0
- Gramsci. Una nuova biografia, Milano, Feltrinelli, 2017, 387 pp. (Storie / Feltrinelli). ISBN 978-88-07-11145-7.
- Gramsci. Una nuova biografia. Nuova edizione rivista e accresciuta, Milano, Feltrinelli, 2018, 487 pp. (Universale Economica Feltrinelli /Storia, 9134). ISBN 978-88-07-89134-2
- L'intellettuale antifascista. Ritratto di Leone Ginzburg, Vicenza, Neri Pozza, 2019, 447 pp. (Bloom, 166). ISBN 978-88-545-1903-9
- Un maestro per la storia. Scritti di e su Gian Mario Bravo (2010-2020), a cura di e con Francesca Chiarotto, Milano, FrancoAngeli, 2021, 228 pp. (Temi di storia) ISBN 978-88-351-1738-4
- Il diritto alla storia. Saggi, testimonianze, documenti per "Historia Magistra" (2009-2019), a cura di e con Francesca Chiarotto, Torino, Accademia University Press, 2021, 478 pp. (BHM. La Biblioteca di Historia Magistra) ISBN 978-88-31978-026
- Manuale di storiografia, Milano-Torino, Pearson Italia, 2021, 322 pp. ISBN 978-88-919-15702
- Gramsci: uma nova biografia, [Nota editorial], [Apresentação de Marcos Del Roio], Tradução de Cristina Bezerra, São Paulo, Expressão Popular, 2022, 461 pp. ISBN 9786558910732.
- Gramsci. La biografia, Milano, Feltrinelli, 2024, 799 pp. (Campi del Sapere) ISBN 978-88-07-10579-1
- Catastrofe neoliberista. Il regime che ha devastato le nostre vite, Roma, L.A.D. Edizioni, 2025, 134 pp., EAN 9791281995017.